# Sui Ran
Sui Ran (chinês: 睢冉) (Jinan, 25 de junho de 1992) é um basquetebolista chinês que atualmente joga pelo Shandong Golden Stars disputando a Liga Chinesa de Basquetebol. O atleta possui 1,93m e atua na posição ala-armador. 